# Contea di Sonoma
La contea di Sonoma, in inglese Sonoma County, è una contea nel nord della California, negli Stati Uniti. Si tratta di una delle 9 contee della San Francisco Bay Area. La popolazione a luglio 2008 era stimata in 466 741 abitanti, secondo lo United States Census Bureau (American Community Survey). La città più grande, nonché capoluogo di contea, è Santa Rosa.
La contea di Sonoma è la contea nel sud-ovest della regione vitivinicola Wine Country, che comprende anche le contee di Napa, Mendocino e Lake. Possiede 19 American Viticultural Area e più di 350 aziende di viticultura. Nel 2002, la Sonoma County raggiunse il trentaduesimo posto come contea per la maggior produzione agricola degli Stati Uniti. Già nel 1920 la Sonoma County era all'ottavo posto tra le contee americane per la produzione di luppolo, uva, prugne, mele e prodotti dell'industria casearia grazie alla vasta rete di irrigazione dei campi. Più di sette milioni e mezzo di turisti visitano ogni anno la contea, spendendo in media un miliardo di dollari (2016).

## Geografia e ambiente
Secondo l'U.S. Census Bureau, la Contea di Sonoma ha un'estensione totale di 4.580 km², di cui 4.082 km² di superficie terrestre, e 498 km² (10,88%) di superficie acquatica. La Contea si trova nel nord-ovest dello stato e a ovest si affaccia sull'Oceano Pacifico, mentre a sud-est sulla baia di San Pablo.
La contea è attraversata dalla Catena Costiera; nel territorio si estendono le catene Mayacamas e Sonoma. Il monte più elevato delle Mayacamas all'interno della contea è il monte Saint Helena. Il monte più elevato dei monti Sonoma è Sonoma Mountain, che vanta due parchi pubblici: Jack London State Historic Park e Fairfield Osborn Preserve.
La contea include la città di Sonoma e la valle di Sonoma, nella quale si trova la città stessa. La città di Sonoma è una delle molte città della contea mentre la valle comprende tutta la regione geografica localizzata a sud-est della contea, la quale include anche molte altre valli e zone geografiche. La valle di Sonoma include oltre alla città di Sonoma, una parte della città di Santa Rosa e i sobborghi di Kenwood, Agua Caliente, Boyes Hot Springs, e Fetters Hot Springs.
Una curiosità: la famosa collina che appare di default come sfondo in Windows XP (Bliss) è stata scattata proprio in questa regione.
La contea è sede di università e college, tra cui la Sonoma State University, il Santa Rosa Junior College e l'Università di San Francisco (campus di Santa Rosa).

### Contee confinanti
- Contea di Mendocino - nord
- Contea di Lake - nord est
- Contea di Napa - est
- Contea di Solano - sud est
- Contea di Marin - sud
- Contea di Contra Costa - sud-est

### Clima
La contea di Sonoma, come le altre contee della costa della California, ha una grande varietà di variazioni climatiche e numerosi, spesso molto differenti microclimi. I fattori chiave che determinano il clima locale sono la vicinanza dell'oceano, l'altitudine, e la presenza di montagne e colline a est e ad ovest. Ciò è dovuto al fatto che, come per il resto della California, i sistemi meteorologici e il vento provengono dall'Oceano Pacifico, soffiando da ovest a sudovest, i luoghi vicini all'oceano e situati sul crinale sopravvento delle montagne più elevate tendono a ricevere più pioggia nel periodo che va da autunno a primavera e più vento e nebbia d'estate. Questo caratterizza la presenza di alte e basse pressioni all'interno della California, con persistenti temperature elevate d'estate nella Central Valley, in particolare. I luoghi che si trovano più verso l'interno e in corrispondenza di significativi rilievi tendono a ricevere meno pioggia e meno nebbia, e in alcuni casi nessuna.

### Oceano, baie, fiumi e torrenti

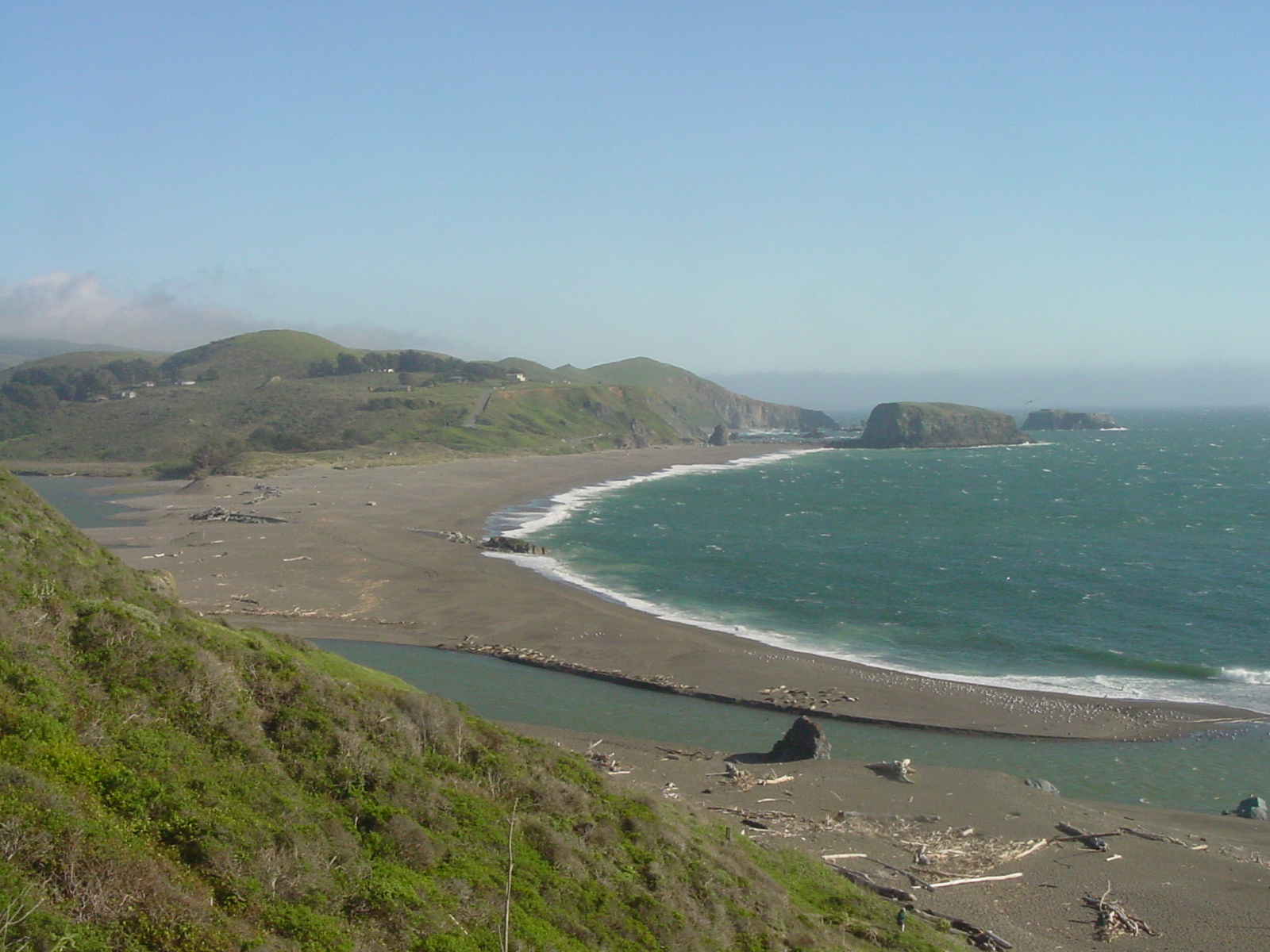
Goat Rock Beach visto da Jenner Cliffs guardando verso sud, si vede l'estuario del fiume Russian sull'Oceano Pacifico.

La contea di Sonoma si affaccia a ovest con l'Oceano Pacifico e possiede 76 miglia (122 km) di costa. I maggiori estuari sono la baia di Bodega, la foce del fiume Russian, e la foce del fiume Gualala ai confini con la contea di Mendocino.
Sei delle nove città della contea, da Healdsburg a sud attraverso Santa Rosa, Rohnert Park e Cotati, si trovano sulla Santa Rosa Plain.

#### Fiume Russian
La maggior parte della regione nord della contea di Sonoma si trova in prossimità del Russian e dei suoi affluenti. Il fiume sorge nelle montagne della costa presso la contea di Mendocino, a nord della città di Ukiah, e passa attraverso il lago Mendocino. Scorre attraverso la contea di Mendocino verso la contea di Sonoma, parallelo alla Highway 101. Gira verso ovest a Healdsburg, riceve altra acqua dal lago Sonoma dal Dry Creek, e sfocia a Jenner nell'Oceano Pacifico.

#### Laguna de Santa Rosa
Il Laguna de Santa Rosa è il maggior affluente del Russian. È lungo 23 km, da nord di Cotati sfocia nel Russian River vicino Forestville. La sua piana è estesa per più di 30 km².
The Laguna de Santa Rosa Foundation dice che:
"Laguna de Santa Rosa è la più ricca area di habitat per la biodiversità e per la fauna della Sonoma County (regione che rappresenta la seconda per biodiversità in California)... È un sistema ecologico unico che copre più di 120 km² un mosaico di torrenti, paludi e corsi d'acqua circondati da foreste e praterie ... Siccome riceve acqua che bagna un territorio dove vive la maggior parte della popolazione della contea, costituisce un paesaggio di importanza rilevante per la qualità dell'acqua della Sonoma County e per la sua biodiversità."
Il principale affluente del Laguna è il Santa Rosa Creek, che scorre attraverso la città di Santa Rosa. I suoi affluenti maggiori sono Brush Creek, Mark West Creek, Matanzas Creek, Spring Creek e Piner Creek.

#### Altri corsi d'acqua
Altri corsi d'acqua importanti sono il Petaluma River, il Tolay Creek, e il Sonoma Creek.
Laghi della contea di discreta estensione sono il Lake Sonoma, Tolay Lake, Lake Ilsanjo, Santa Rosa Creek Reservoir, Lake Ralphine, ed il Fountaingrove Lake.

### Specie protette
Un gran numero di specie protette di piante e animali si trovano nella contea di Sonoma. Tra gli altri il porciglione americano (rallus longirostris), il topo campagnolo americano (reithrodontomys raviventris), splittail di Sacramento, il gamberetto d'acqua dolce della California, il trifolium amoenum e la cinquefoglia di Hickman.
Altre specie protette sono la salamandra tigre della California e altre piante, inclusa Lasthenia burkei, Limnanthes vinculans, e Blennosperma bakeri.
La Sonoma County Water Agency ha un programma di regolazione della pesca fin dal 1996. Il suo sito proclama che:
"Lo scopo primario dell'FEP è di proteggere l'habitat per tre salmonidi: Steelhead, Chinook salmon, e Coho salmon. Queste tre specie sono elencate tra quelle protette nel Endangered Species Act degli Stati Uniti. Il dipartimento della California per la Pesca considera il salmone Coho in via di estinzione."

## Etimologia

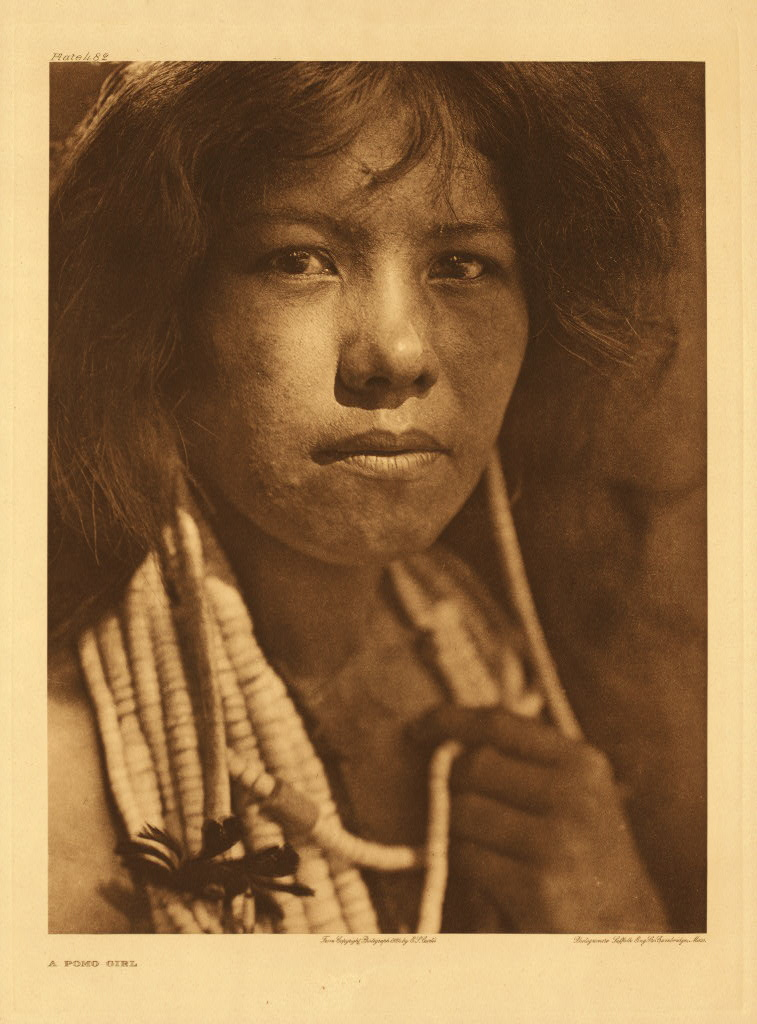
Ragazza Pomo fotografata da Edward S. Curtis nel 1924.

Secondo il libro California Place Names, "il nome della tribù è menzionato nei registri di battesimo del 1815 come Chucuines o Sonomas, da Chamisso nel 1816 come Sonomi, e ripetutamente in documenti missionari degli anni seguenti."
Secondo i Miwok e i Pomo che vivevano nella regione, sonoma significa "valle della luna" o "molte lune". Le leggende descrivono questa terra come un luogo in cui la luna si accoccolava: da cui deriva il nome "Valle di Sonoma" e "Valle della Luna." Questa traduzione fu documentata per la prima volta nel 1850 dal generale Mariano Guadalupe Vallejo al governo della California. Jack London la rese popolare nel suo romanzo del 1913 La valle della Luna.
Nei linguaggi dei nativi c'è anche una costante ricorrenza tso-noma, da tso, la terra; e noma, villaggio; per cui tsonoma, "villaggio sulla terra." Altre fonti dicono che sonoma derivi dai nativi Patwin a ovest del Sacramento, dal termine Wintu che significa "naso". Secondo il libro California Place Names, "il nome deriva senza dubbio dalla parola Patwin che significa 'naso', che Padre Arroyo (Vocabularies, p. 22) indica come sonom (Suisun)." Bowman (CFQ 5:300-302 [1946]) teorizzò che gli spagnoli trovarono un capo indiano con un naso prominente e diedero il soprannome di "Capo Naso" al suo territorio e al suo villaggio (cf. Alfred L. Kroeber, AAE 29:354 [1932]). Beeler invece crede che il nome fosse stato dato a causa di una caratteristica geografica a forma di naso (WF 13:268-72 [1954]).

## Storia
I Pomo, i Coast Miwok e gli Wappo furono i primi abitanti della contea di Sonoma, tra l'8000 e il 5000 a.C., vivevano dei prodotti naturali della terra. Ritrovamenti archeologici relativi a questi primi abitanti includono vettovaglie reperite specialmente nel sud; questi reperti sono di forma tondeggiante, scodelle, vasi.
Spagnoli, russi e altri oriundi europei arrivarono e si stabilirono nell'area a partire dal XVI secolo fino a metà del XIX secolo, alla ricerca per lo più di terra coltivabile e pascoli. I russi furono i primi a insediarsi stabilmente nella zona e fondarono Fort Ross sulla costa nel 1812. Questo insediamento e alcuni altri arrivarono a includere una popolazione di alcune centinaia di oriundi russi e di Aleuti. Tuttavia, i russi abbandonarono e vendettero il forte a John Sutter, colono che possedeva in concessione Sacramento.

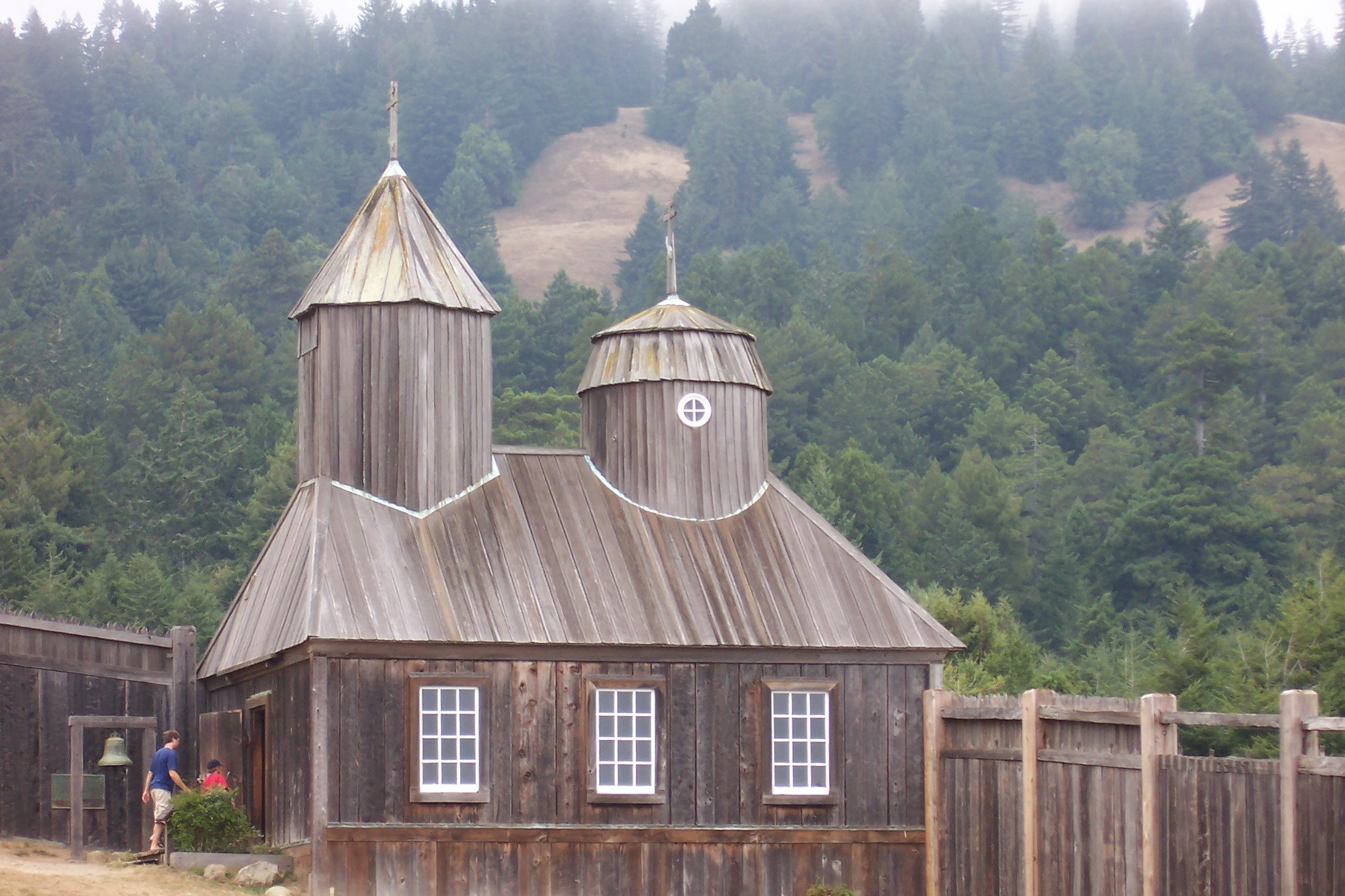
Fort Ross, contea di Sonoma, costruito dai russi nel 1812.

La missione di San Francisco Solano, fondata nel 1823 come l'ultima e quella più a nord delle 21 missioni spagnole in California, si trovava in quella che oggi è la città di Sonoma, alla fine del Camino Real. Il Presidio de Sonoma fu fondato nel 1836 dal comandante generale Mariano Guadalupe Vallejo. I suoi compiti comprendevano il tenere d'occhio i commerci dei russi di Fort Ross, la protezione della missione, e la cooperazione con i nativi dell'intera regione, oltre che facilitare l'uso del territorio per le coltivazioni e gli allevamenti. Nella città di Sonoma ebbe luogo la Rivolta della bandiera dell'orso nel 1846.
La contea di Sonoma è una delle 27 contee originarie della California e fu fondata nel 1850, con come capoluogo di contea la città di Sonoma. Tuttavia già poco dopo la città di Sonoma iniziò a perdere importanza sia dal punto di vista commerciale che come popolazione, i suoi edifici furono abbandonati ed essa era piuttosto isolata. Per questo, le città di Petaluma, Santa Rosa, e Healdsburg che reclamarono fosse spostato presso di esse il capoluogo di contea. La disputa finale fu tra la sempre più grande e ricca città di Petaluma e la meglio dislocata città agricola di Santa Rosa. Il destino fu deciso da un'elezione per l'amministrazione dello Stato nella quale James Bennett di Santa Rosa sconfisse Joseph Hooker di Sonoma e introdusse una disposizione che alla fine portò alla conferma di Santa Rosa come capoluogo di contea nel 1854. Si narra che, alcuni abitanti di Santa Rosa, che non volevano attendere, decisero di agire e una notte irrussero a Sonoma, presero i sigilli e i documenti del capoluogo e li portarono a Santa Rosa.
Subito dopo il 1847 gli insediamenti e lo sviluppo economico si focalizzarono principalmente presso la città di Sonoma l'unica città della regione che offriva la possibilità di alloggio in transito tra Sacramento e le miniere d'oro dell'est. Comunque, dopo il 1850, un insediamento che presto prese il nome di Petaluma iniziò a svilupparsi presso l'ultimo punto navigabile del fiume Petaluma. Originariamente villaggio di cacciatori usato per scambiare le pelli con provvigioni, nel 1854 Petaluma era divenuta un centro animato di commercio, avvantaggiandosi della propria posizione nel fiume vicino ad una regione di alta produzione agricola. Presto altre città dell'interno come Santa Rosa e Healdsburg iniziarono a svilupparsi allo stesso modo, grazie alla loro posizione lungo le rive di fiumi in un contesto di territorio agricolo. Tuttavia il loro sviluppo all'inizio era inferiore a quello di Petaluma che, fino all'arrivo della ferrovia nel 1860, rimase la principale città commerciale, di transito e di riferimento per la popolazione e per le merci. In seguito all'arrivo della San Francisco and North Pacific Railroad nel 1870, Santa Rosa iniziò a crescere, presto uguagliando e poi superando Petaluma come principale centro come popolazione e per il commercio. La ferrovia oltrepassò Petaluma per le connessioni a sud verso ferries of San Francisco Bay.
Sei nazioni hanno reclamato la contea di Sonoma dal 1542 a oggi:
|  | Impero spagnolo, 1542, per mare, viaggio di Juan Rodríguez Cabrillo fino al fiume Russian. Poi convalidata dal viaggio di Sebastián Vizcaíno, 1602. |
|  | Regno d'Inghilterra, giugno 1579, viaggio del Golden Hind capitanato da Francis Drake nella baia di Bodega (la localizzazione esatta è ancora incerta). |
|  | Impero spagnolo, ottobre 1775, Sonora a baia di Bodega, Juan Francisco de la Bodega y Quadra fino al 1821, quando il Messico ottenne l'indipendenza dalla Spagna. |
|  | Impero russo, dalla spedizione russo-americana condotta da Ivan Alexandrovich Kuskov, il fondatore di Fort Ross e, dal 1812 al 1821, amministratore coloniale. Nota: Vi fu un sovrapporsi di governi con i messicani fino a quando i russi vendettero Fort Ross nel 1841 a John Sutter, prima di lasciare l'area nel 1842. |
|  | Primo Impero messicano, 24 agosto 1821, sotto Emperor Agustin Iturbide (Ottobre 1822) fino al 1823. |
|  | Repubblica del Messico, dal 1823 fino a giugno 1846. |
|  | Repubblica della California, 14 giugno 1846 fino al 9 luglio 1846. |
|  | Stati Uniti, 9 luglio 1846 fino ad oggi. |

La contea di Sonoma fu severamente colpita dal terremoto di San Francisco del 1906.
Nel 2007, la contea di Sonoma presentava molte aziende agricole, suddivise in due tipologie monocoltura: vite e pascolo. Tuttavia, è stato approvato dagli elettori della contea per due volte il cosiddetto open space initiative, che ha permesso di raccogliere fondi per l'acquisizione di aree pubbliche da adibire a riserve naturali, per la conservazione e la tutela delle foreste, delle aree costiere e dell'habitat caratteristico.

## Principali luoghi d'interesse
- Sonoma Coast State Beach[21]
- Baia di Bodega
- Fort Ross, ex forte russo per lo scambio delle pelli.
- Luther Burbank Home and Gardens
- Luther Burbank Gold Ridge Experiment Farm
- Quarryhill Botanic Garden
- Lake Sonoma
- Tolay Lake Regional Park
- Jack London State Historic Park, il Beauty Ranch di Jack London, a Glen Ellen.
- Rancho Petaluma Adobe
- Missione di San Francisco Solano a Sonoma Plaza.
- Armstrong Redwoods State Reserve
- Stillwater Cove
- Sonoma TrainTown Railroad, parco divertimenti con treno in miniatura aperto nel 1968.

## Società

### Evoluzione demografica
Secondo il censimento del 2000, gli abitanti della contea di Sonoma ammontavano a 458.614 persone, 172.403 nuclei abitativi, e 112.406 famiglie. La densità di popolazione era di 112/km². C'erano 183.153 unità abitative ad una densita di circa 45/km².
La caratterizzazione razziale era 81,60% bianchi, 1,42% afroamericani, 1,18% indiani americani, 3,07% asiatici, 0,20% polinesiani, 8,44% meticci, e 4,09% appartenenti a due o più razze diverse. Il 17,34% della popolazione era costituito da ispanici o latini. Il 12,1% erano di origini tedesche, il 10,6% irlandese, il 9,8% inglese e l'8,9% italiano sempre secondo il censimento del 2000. L'80,4% della popolazione parlava l'inglese come prima lingua ed il 13,8% lo spagnolo.
Dei 172.403 nuclei abitativi il 50,30% erano coppie sposate conviventi, il 34,80% erano non-famiglie, ed il 10,40% aveva un capo famiglia di sesso femminile senza marito presente. Il 31,90% aveva figli al di sotto dei 18 anni conviventi, il 25,70% erano singoli individui, ed il 10,00% erano persone di 65 anni o più vecchie che vivevano da sole. La media dei nuclei famigliari era costituita da 2,60 persone, e la media di ogni famiglia era di 3,12.
L'età media era di 38 anni. Il 24,50% erano sotto i 18 anni, l'8,80% dai 18 ai 24, il 29,20% dai 25 ai 44, il 24,90% dai 45 ai 64, ed il 12,60% avevano 65 anni o più. Ogni 100 femmine c'erano 97 maschi. Ogni 100 femmine dai 18 anni in su c'erano 94 maschi.
I redditi medi erano di $53.076, e il reddito medio di una famiglia era di $61.921. I maschi avevano un reddito medio di $42.035, le femmine di $32.022. Il reddito pro capite della contea era di $25.724. Circa il 4,70% delle famiglie e l'8,10% della popolazione si trovava sotto la soglia di povertà, inclusi l'8,40% di coloro sotto i 18 anni ed il 5,70% di coloro sopra i 65 anni.

## Comuni

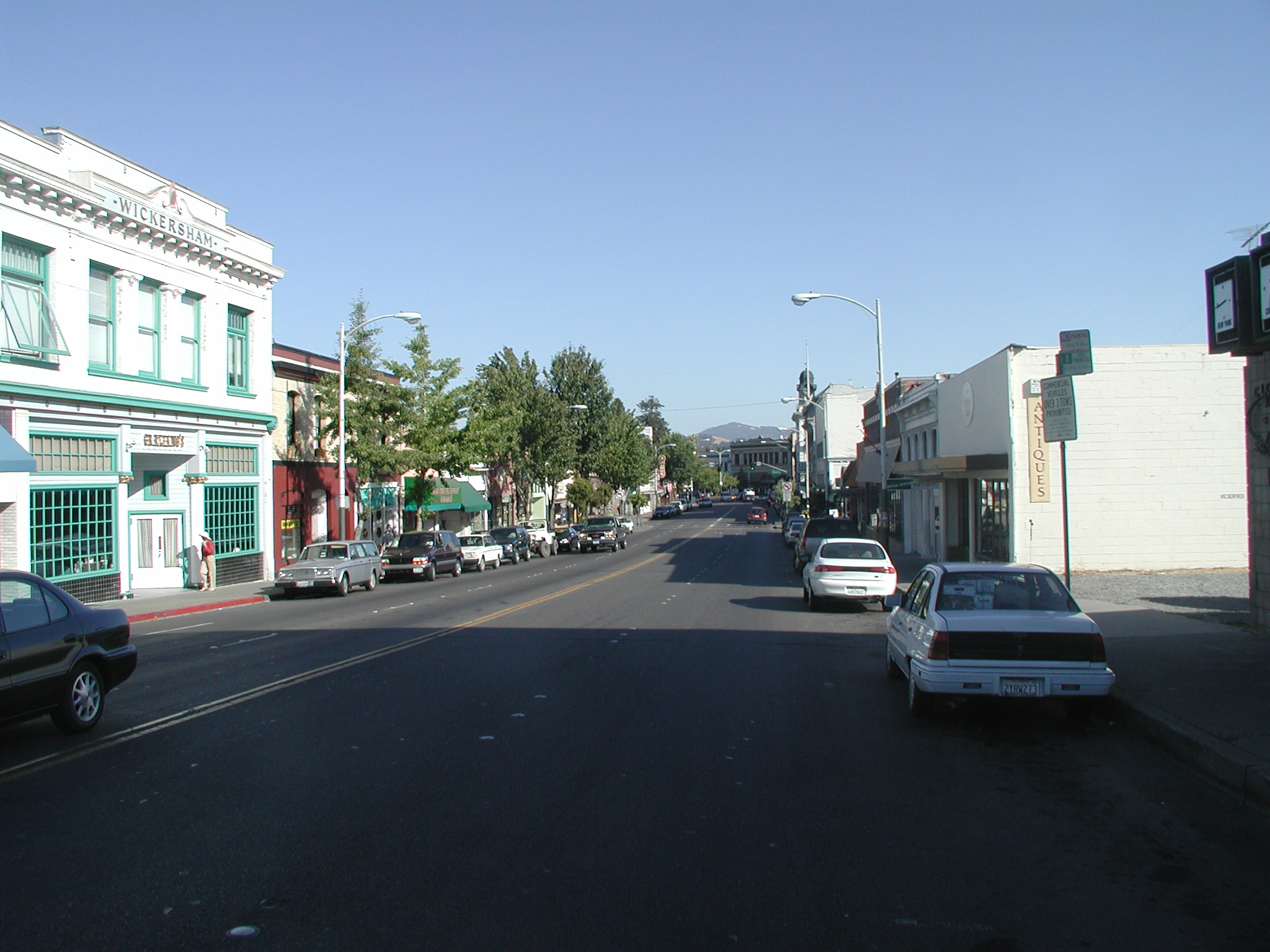
Downtown Petaluma

## Comuni[22]

### Cities
- Cloverdale
- Cotati
- Healdsburg
- Petaluma
- Rohnert Park
- Santa Rosa (capoluogo)
- Sebastopol
- Sonoma
- Windsor

### Census-designated places
| - Bloomfield - Bodega - Bodega Bay - Boyes Hot Springs - Carmet - Cazadero - El Verano - Eldridge - Fetters Hot Springs -Agua Caliente | - Forestville - Fulton - Geyserville - Glen Ellen - Graton - Guerneville - Jenner - Kenwood - Larkfield-Wikiup - Monte Rio | - Occidental - Penngrove - Petaluma CenterSalmon Creek - Sea Ranch - Serena del Mar - Sonoma State University - Temelec - Timber Cove - Valley Ford |

## Infrastrutture e trasporti

### Autostrade principali
U.S. Route 101
U.S. Route 101 è l'autostrada più a ovest negli U.S.A. Corre da nord a sud attraverso gli Stati della California, Oregon, e Washington, di solito parallela alla costa del Pacifico dal confine degli U.S.A. con il Messico fino al Canada. Unisce sette delle città della contea di Sonoma: Cloverdale, Healdsburg, Windsor, Santa Rosa, Rohnert Park, Cotati e Petaluma. L'autostrada a quattro carreggiate è molto congestionata nelle ore di punta. La parte tra Santa Rosa e Rohnert Park è stata ampliata a sei corsie, con sezioni tra Santa Rosa (dalla Highway 12 a Steele Lane) completata alla fine del 2008. Le due nuove corsie sono riservate per i veicoli con due o più passeggeri durante le ore di punta. La prossima tranche di ampliamento è in corso d'opera tra Santa Rosa e Windsor.
 State Route 1
All'interno della Sonoma County, la Highway 1 segue la costa del Pacifico dal confine con la contea di Mendocino fino alla foce del fiume Gualala, e poi verso il confine con la Marin County, a Estero Americano (Americano Creek), est di Bodega Bay.
 State Route 12

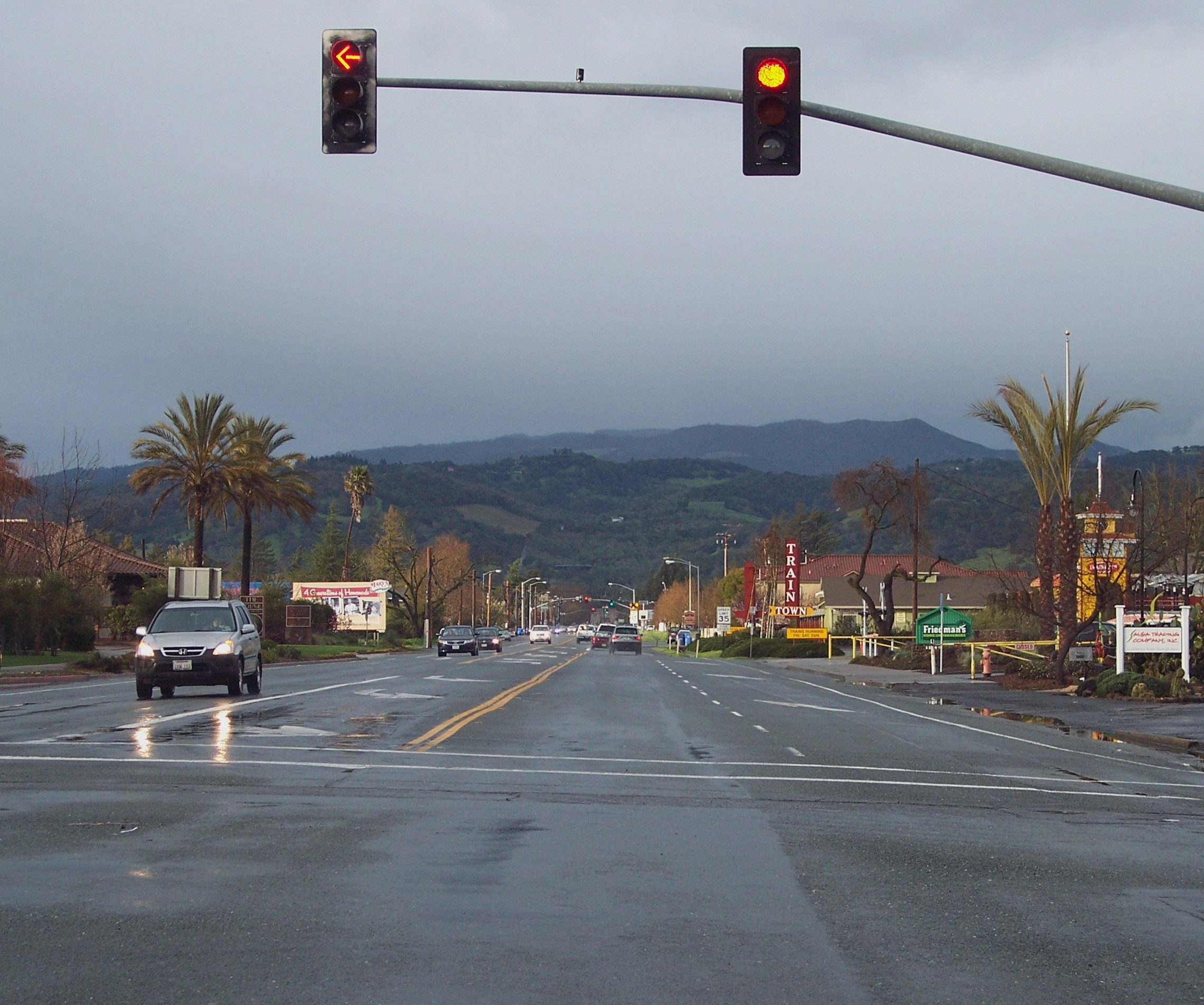
State Route 12 in Sonoma

Highway 12 corre verso est dall'intersezione con la Highway 116 presso Sebastopol fino a Santa Rosa. Qui svolta a sud attraverso la Valley of the Moon verso Sonoma, poi a est verso la contea di Napa. La parte a quattro corsie che attraversa Santa Rosa, tra Fulton Road e Farmers Lane, è chiamata la Luther Burbank Memorial Highway.
La Bodega Highway a due corsie va verso ovest dall'incrocio con le Highways 12 e 116 a Sebastopol, attraverso le colline della costa fino all'intersezione con la Highway 1, a est di Bodega Bay. A est di Santa Rosa, la Highway 12 viene anche chiamata Sonoma Highway; e a est di Sonoma, Carneros Highway.
 State Route 37
Connette la Highway 101 a Novato, nella Marin County, con la Interstate 80 a Vallejo, nella Solano County, all'inizio della San Pablo Bay. All'interno della Sonoma County, essa è anche chiamata Sears Point Road.
 State Route 116
A due corsie che va da Jenner, alla foce del Russian River sulla costa, verso sud est fino ad Arnold Drive vicino Sonoma. Si chiama anche Guerneville Highway, tra Guerneville e Forestville; Gravenstein Highway a Nord, tra Forestville e Sebastopol; e Gravenstein Highway a Sud, tra Sebastopol e Stony Point Road, a ovest di Rohnert Park. A est di Petaluma diventa Lakeville Highway, e poi Stage Gulch Road. È assieme alla Highway 1 una delle più belle strade panoramiche della contea di Sonoma.
 State Route 121
A due corsie che va dalla Highway 37 vicino Sears Point Raceway fino alla Highway 128 a Lake Berryessa.
 State Route 128
La sezione più a nord della Highway 128 è un'autostrada a due corsie che corre a sud est dalla Highway 101 a Geyserville, a nord di Healdsburg, attraverso la Alexander Valley fino alla Napa County.

### Trasporti pubblici
- Sonoma County Transit è la linea di trasporto che serve tutta la contea, offre servizio di trasporto con autobus e pullman da e verso tutte le città.
- Santa Rosa Transit è un'autolinea che serve la provincia e la città di Santa Rosa.
- Healdsburg e Petaluma hanno anch'esse delle proprie linee di autobus locali.
- Golden Gate Transit connette Santa Rosa con la contea di Marin e San Francisco verso sud.
- Mendocino Transit Authority invece va a nord e connette Santa Rosa a Ukiah (via US 101) e alla costa (via California Routes 12 e 1).

Sonoma-Marin Area Rail Transit/SMART è un sistema di treni locali regionali che era progettato per servire la linea tra Larkspur nella Marin County e Cloverdale nella Sonoma County. L'istituzione della tassa per finanziarla fallì per pochi voti nel referendum del 2006, ma passò nel 2008.

### Aeroporti
- Charles M. Schulz - Sonoma County Airport si trova al n. 2290 Airport Boulevard, a ovest della Highway 101, tra Santa Rosa e Windsor. La sua pista maggiore è lunga 1.559 m e larga 46 m, e può accogliere aeree fino a 43 000 kg. È dotato di deposito carburanti, officina, hangar, e serve oltre al traffico locale la Horizon Air, di Seattle, Washington verso varie destinazioni.
- Cloverdale Municipal Airport
- Healdsburg Municipal Airport
- Petaluma Municipal Airport
- Sonoma Skypark
- Sonoma Valley Airport

### Ferrovie

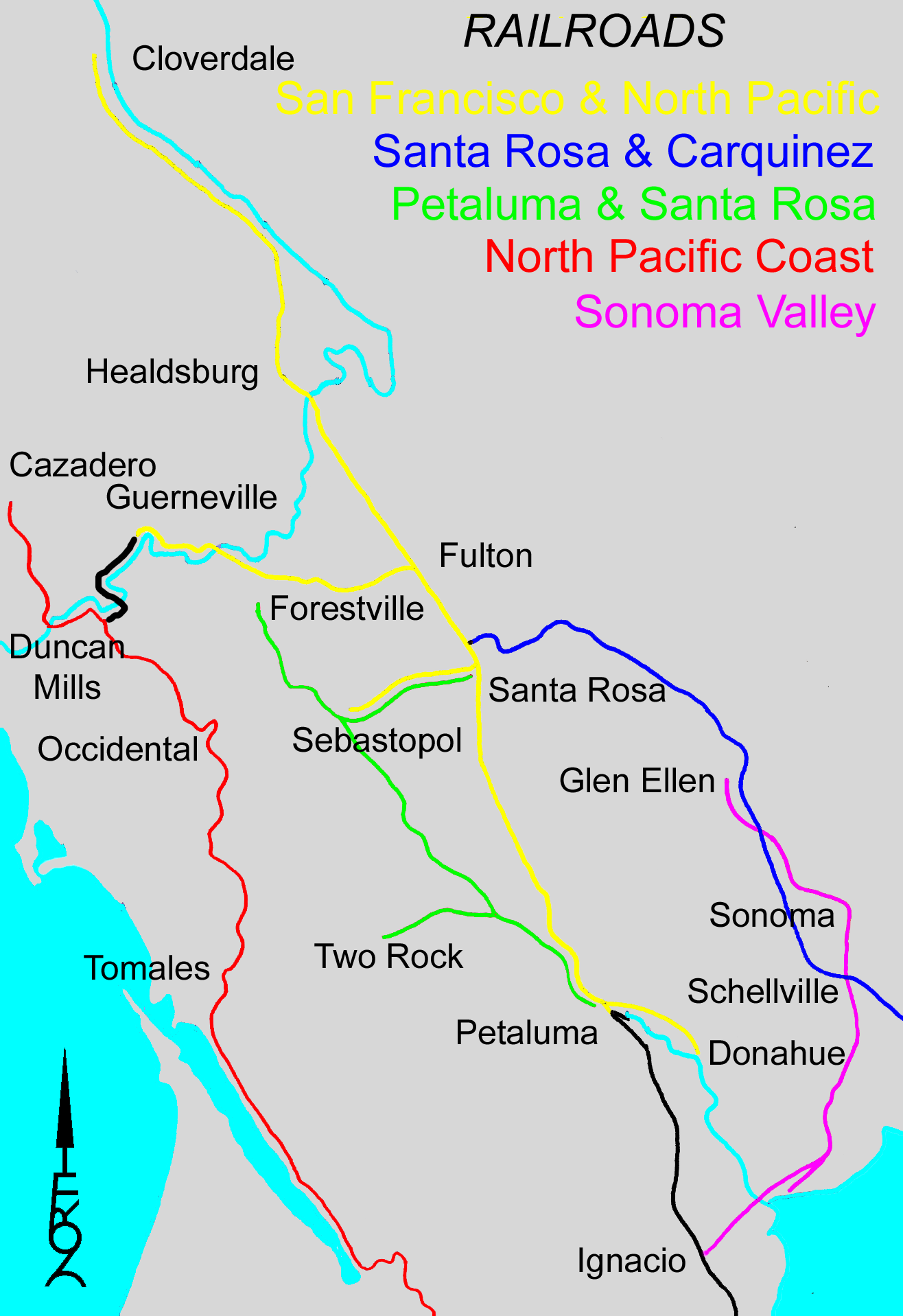
Historical railroads Sonoma County

La Petaluma e Haystack Railroad connetteva le città di Petaluma alla ferries of San Francisco Bay con arrivo al porto del Petaluma River nel 1864.
La San Francisco and North Pacific Railroad (SF&NP) connetteva la città di Santa Rosa ai traghetti di Donahue arrivando al Petaluma River nel 1870. Il servizio ferroviario fu esteso a nord di Healdsburg nel 1871 e Cloverdale nel 1872. Nel 1884 la ferrovia fu estesa a sud verso i traghetti di Tiburon. Questa linea ferroviaria è usata dal servizio suburbano Sonoma-Marin Area Rail Transit.
La 3-foot-gauge North Pacific Coast Railroad si estese a nord nel 1876 dalla linea dei traghetti di Sausalito attraverso Valley Ford, Freestone e Occidental verso Monte Rio sul Russian River. Il servizio fu esteso a Duncan Mills nel 1877 e Cazadero nel 1885. La standard gauge Fulton e la Guerneville Railroad lasciarono la SF&NP a Fulton per raggiungere Korbel nel 1876 e Guerneville nel 1877. Servizi giornalieri di trasporto ferroviario furono estesi a nel 1909 verso la Northwestern Pacific Railroad.
La Sonoma Valley Prismoidal Railway collegò la città di Sonoma ai traghetti della baia nel 1876, e fu rimpiazzata nel 1879 dalla Sonoma Valley Railroad. Il servizio fu esteso da Sonoma a Glen Ellen nel 1882. La linea sud fu estesa a ovest nel 1888 per collegarsi alla SF&NP a Ignacio. Questa linea rimane fino ai giorni nostri e collega la Sonoma County al servizio ferroviario nazionale verso Schellville.
Southern Pacific Santa Rosa e Carquinez Railroad si estesero a est nel 1888 per collegare Santa Rosa con il servizio ferroviario nazionale.
Una linea della SF&NP da Santa Rosa portò la ferrovia fino a Sebastopol nel 1890. La Petaluma and Santa Rosa Railroad estese il servizio a nord verso una linea di traghetti di Petaluma per raggiungere Sebastopol nel 1904, Santa Rosa nel 1905, e Forestville nel 1906.

## Governo
Il governo della contea di Sonoma ed il suo corpo legislativo è costituito da un consiglio di cinque membri supervisori. I Supervisori vengono eletti dai distretti nel corso delle elezioni primarie (Consolidated Primary Election), per un mandato di quattro anni. I supervisori agiscono anche come direttori di alcune giurisdizioni locali come la Water Agency (Agenzia per l'Acqua), e la Agricultural Preservation & Open Space District (Agenzia per l'Agricoltura e la salvaguardia del territorio).
Tre degli attuali supervisori sono stati eletti nel 2008: Valerie Brown (Primo Distretto), Shirlee Zane (Terzo Distretto), ed Efren Carrillo (Quinto Distretto); e due nel 2006: Mike Kerns (Secondo Distretto) e Paul L. Kelley (Quarto Distretto), entrambi hanno detto che non si ricandideranno nel 2010. Il Supervisore Brown è l'attuale presidente in carica (2010). I supervisori dirigono i membri di 59 consigli amministrativi, commissioni e comitati.
L'amministratore della contea è il presidente della contea, fa riferimento al consiglio dei supervisori. L'amministratore dirige i dipartimenti della contea come ad esempio i parchi regionali.
Il 15 dicembre 2009, il consiglio dei supervisori elesse Veronica Ferguson come prima donna presidente della contea. Essa è entrata in servizio il 1º febbraio 2010.